# Eudendrium annulatum
Eudendrium annulatum is een hydroïdpoliep uit de familie Eudendriidae. De poliep komt uit het geslacht Eudendrium. Eudendrium annulatum werd in 1864 voor het eerst wetenschappelijk beschreven door Norman. 